# Panna microdon
Panna microdon és una espècie de peix de la família dels esciènids i de l'ordre dels perciformes.

## Morfologia
- Els mascles poden assolir 30 cm de longitud total.
- Nombre de vèrtebres: 11-25.[4][5]

## Hàbitat
És un peix de clima tropical i demersal.

## Distribució geogràfica
Es troba a l'oceà Pacífic occidental central (des del sud del Vietnam fins a Java i l'oest de Borneo) i l'Índic (l'Índia, Sri Lanka i Myanmar).

## Ús comercial
És venut fresc i en salaó als mercats locals.

## Observacions
És inofensiu per als humans.